# Tidiane Mario
Tidiane Mario, de son vrai nom Jostie Tidiane Matsouma Mario, né le 16 février 1994 à Brazzaville, est un chanteur, danseur et auteur-compositeur-interprète congolais. Il commence sa carrière musicale en 2013 au sein du mythique groupe d'afrobeat A6. En 2014, le groupe rencontre son premier succès avec le single Mokossa et ils poursuivent avec d’autres single à succès comme Wassa, Bomarelation et tant d’autres. En 2016, le groupe signe avec Sony Music France et sort le premier single de leurs collaborations intitulé Dingue le 20 janvier 2017 suivi du single L’invité n’invite pas qui sort le 8 juin 2018. En 2020, leurs premier album voit le jour, intitulé Jeunesse. Après la dislocation du groupe, Tidiane Mario prend son envole avec son premier succès solo intitulé Nana suivi de Lomama. Il s’affirme au devant de la scène musicale congolaise avec le single Pagaille.

## Carrière

### A6
En 2013, Tidiane Mario rejoint A6, un groupe congolais de hip-hop et d'afrobeat, d'abord en tant que danseur avant de devenir chanteur par la suite. Le groupe connait un succès remarquable dans le pays avec des chansons comme Wassa kibio, Mokossa, Nga ti wa nvouma, L'invité n'invite pas et bien d'autres.

### En solo
Le groupe se dissout en 2020 et Tidiane Mario commence sa carrière solo la même année. Il sort des singles comme Nana et Bana Oyo (invité par avec As Mavado). C'est surtout le clip Pagaille sorti le 20 mai 2021 qui le propulse dans la scène musicale congolaise,. Il enchaine par la suite deux featurings Tala Nga avec le rappeur Gaz Fabilouss et Kengenge avec Samarino, tous deux originaires du Congo-Kinshasa. 
Il sort le single Give me freedom qui comptabilise plus de 2 millions de vues 10 mois après sa sortie, faisant de Tidiane Mario le premier artiste congolais urbain à dépasser les 1 millions de vues sur la plateforme de visionnage YouTube. Le clip de la chanson met en avant la danse congolaise Mopacho, qui sera reprise par plusieurs internautes sur le réseau social TikTok sous forme de challenge.
Tidiane Mario sort Dinero en featuring avec Gaz Mawete le 16 septembre 2022 avant de se produire devant plus de 1 500 personnes au palais des congrès de Brazzaville. Le 29 octobre de la même année, il preste en première partie devant plus de 80 000 personnes pour le concert de Fally Ipupa au stade des Martyrs à Kinshasa,. Le 27 janvier 2023, il sort le clip Plat favori dans lequel il met en avant plusieurs plats africains. Deux mois après sa sortie, le clip est le troisième clip le plus vu au Congo,.

#### Featuring
Tidiane Mario a fait un featuring avec GG Foula le 22 décembre 2022 à Brazzaville.

### Discographie
- 2020 : Nana (feat Sima Mama, Dj Destro & Dj Barosa)
- 2020 : Kipiala
- 2021 : A B C (feat The King Snooki)
- 2021 : Liboulou (feat Dj Privat & Dj Paul)
- 2021 : Alerte (feat Dj Boogie Black)
- 2021 : VPL
- 2021 : Matigwélé (feat Dj Paul)
- 2021 : Mossèlèbèndè (feat Afara Tsena)
- 2021 : Lomama
- 2021 : Pagaille
- 2021 : Tala Nga (feat Gaz Fabilouss)
- 2021 : Kengenge (feat Samarino)
- 2022 : Give me freedom
- 2022 : Elombé
- 2022 : Dinero (feat Gaz Mawete)
- 2023 : Plat favori

### Apparitions

#### 2020
- As mavado feat Tidiane Mario - Bana Oyo

#### 2021
- Dj Kalé feat Tidiane Mario - Foufou
- Les Gangourains feat Tidiane Mario - Afro-pagaille Act 3

#### 2022
- Nabio feat Tidiane Mario - Mossala
- As Force Ingrate feat Samarino & Tidiane Mario - Tika Bolingo
- Cigarette Fly feat Vinny Baltazard & Tidiane Mario - Ma Chérie